# Kaszala Károly
Vitéz Oszlányi Kaszala Károly (Nyitra, 1894. február 20. – Kétútköz puszta, 1932. szeptember 5.) az Osztrák–Magyar Monarchia 8 igazolt légi győzelmet elérő pilótája volt az első világháborúban. A háború után mint sportpilóta döntött repülési világcsúcsokat.

## Élete

### Katonai szolgálata
A világháború kitörésekor behívták a területileg illetékes 14. honvéd gyalogezredhez. Alapkiképzése után jelentkezett a Légjárócsapatokhoz és az 1. repülőpótszázadnál elkezdte a pilótatanfolyamot, amit 1914. október 6-án fejezett be. Ugyanezen a napon előléptették tizedessé. Az orosz fronton, Kraszne repterén állomásozó 14. repülőszázadhoz vezényelték.
Öntörvényű, szabályokat nehezen tűrő személyisége miatt (csak fehér nadrágot viselt, csak zárt ajtó mellett tudott aludni és nem volt hajlandó felszállni olyan géppel, ami nem tetszett neki) hamar megszabadultak tőle és átküldték a Kolomija bázisú 1. repülőszázadhoz. Ottani parancsnoka, Otto Jindra tűrte az új beosztottja különcségeit, mert bátorságához nem fért kétség és számtalan felderítő, tűzvezető és bombázó bevetést teljesített. Kaszala 1915-ben megkapta az Ezüst Vitézségi Érmet.
Első igazolt légi győzelmét 1916. december 13-án érte el, amikor kétüléses felderítő gépével Gura Humorului térségében lelőtt egy ismeretlen típusú orosz kétfedelű repülőt. 1917. január 9-én Fundu Moldoveinél semmisített meg egy orosz biplánt. Január 23-án a Flik 1 Bucecea vasútállomását támadta és eközben Kaszala Hansa-Brandenburgjával a védelmet alkotó orosz gépek közül lőtt ki egyet.

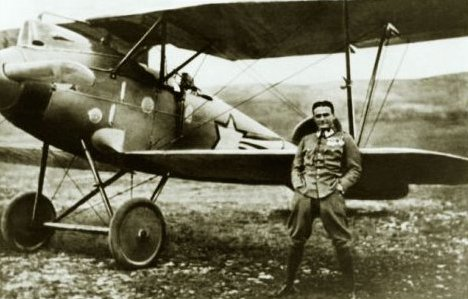
Kaszala Károly Albatros DIII gépével (1917)

1917 februárjában áthelyezték volna az olasz fronton szolgáló 42. vadászrepülő-századhoz, de Godwin Brumowski, aki korábban többször repült már vele, meghívta Kaszalát az általa akkor megszervezett Flik 41J-hez. A Hansa-Brandenburg D.I, majd Albatros D.III-akkal felszerelt századnak Trieszt mellett, Sesanában volt a bázisa, majd a caporettói áttörés után a Piave völgyébe költöztek át.
Kaszala 1917. május 12-én Hansa-Brandenburgjával lelőtt egy olasz Farmant, amely a tüzérségi tüzet irányította. Nyolc nappal később, május 20-án egy francia SPAD földre kényszerítésével megszerezte az ászpilótai státuszhoz szükséges ötödik győzelmet. November 28-án egy Savoia-Pomiliót lőtt ki. 1917. december 10-én Frank Linke-Crawforddal közösen támadtak egy öt gépből álló köteléket, és mindketten egy-egy légi győzelemmel lettek gazdagabbak. December 13-án pedig Meolo mellett semmisített meg egy megfigyelőballont. Ezután teljesítménye visszaesett, amit parancsnoka a harctéri fáradtságnak tulajdonított és 1918 áprilisában átminősítették berepülőpilótának a 2. repülő-hadtápparknál. Május 25-én előléptették tiszthelyettessé.
A világháború után visszatért Magyarországra és a Tanácsköztársaság kikiáltásáig a magyar légierő tagja volt. Tagja volt a mátyásföldi rendőr-repülőosztálynak és berepülőpilótaként dolgozott a Magyar Általános Gépgyárnak. Az 1921-es nyugat-magyarországi felkelésben vezető szerepet játszott, ő volt az augusztus 28-án vívott első ágfalvi összecsapás idején a felkelők egyik parancsnoka (a másik Francia Kiss Mihály volt).

### Sportrepülőként
Kaszala 1920-ban alapító tagja volt a Műegyetemi Sportrepülő Egyesületnek. Az egyesület műhelyében 1925. szeptember 4-én elkészült a Lampich L2 típusú könnyű repülőgép. A sárkányt Lampich Árpád szerkesztette, az üzembiztos 13,2 kW-os (18 LE) motort Thoroczkai Péter tervezte. A gép 1927. szeptember 17-én Mátyásföld – Monor között folyamatosan 650 km-t repült, Kaszala Károly néhányszor felszállt Érden a 18 LE L-2 Rómával. 1930 májusában megvált az MsrE-től.

### Sporteredményei

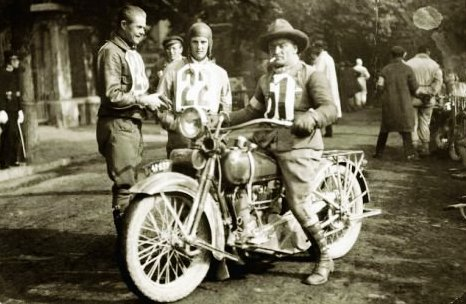
A VII. Sváb-hegyi verseny győzteseként, 1926. szeptember 26-án 1200-as Harley-val az AJS-szel versenyző Máté Lajos (23) és Schmidt Béla (22) társaságában

- Lampich L2 típusú repülőgép három világrekordot repült, és távolsági világrekordja után, annak végcéljáról az L-2 Róma nevet kapta.
- Az I. világháború után sem hagyott fel a repüléssel, sportrepülőként szolgált. 1927-ben és 1928-ban két világrekordot is végrehajtott.
- 1922. október 8-án egy ezres Indian nyergében indult, amelyet gazdája, az európai hírű autóversenyző, az osztrák gróf Alexander Kolowrat adott kölcsön, mivel a sajátját elzálogosította. Azzal első győzelmét aratta a Sváb-hegyen, és ezzel a hegy legyőzői közé lépett.
- 1925 áprilisában az Újpesti fapályás kerékpárstadion 10 ezer méteres versenyét repülőstarttal 5:51,7 másodperc alatt futotta, ami 102,348 km/h pályarekordnak felelt meg.
- 1926. augusztus 8. A hazánkban tartózkodó olasz Giovanni Cocchi ellen, kihívásos alapon az 500-as Majláth-Triumph géppel állt ki, míg Cocchi egy kölcsönkapott 350-es Harley-Davidsonnal indult. Kaszala győzött, de az olasz visszavágót kért, ahol egy tuningolt géppel győzött.
- Az UTE gyors deszkáira 29-én tért vissza újra, hogy élete talán legemlékezetesebb győzelmi sorozatát vívja ki. Négy kategóriában győzött – 250-es Méray-JAP, 350-es Harley, szóló 500-as Majláth-Triumph –, és ez utóbbi motorral, de oldalkocsival szerelve is letarolta az újpesti városi bajnokságot.
- 1927. szeptember 17-én kirepülte a világcsúcsot az L2-vel (Róma) a kétszáz kilogramm alatti repülőgépek zártkörű versenyében Mátyásföld és Monor között.

1932. szeptember 5-én egy sétarepülés során a Poroszló melletti kétútközi Graefl-kastélyhoz repülve leszállás előtt feltehetőleg motorhiba miatt Urbanchek Jánossal együtt lezuhant és mindketten életüket vesztették. Sírhelye a Kerepesi temető 47. parcellájában található. A becsapódás helyén, a kétútközi vasúti megálló mellett egy (már rég lebontott) emlékművet emeltek a tiszteletükre.

## Kitüntetései
- Arany Vitézségi Érem (kétszer)

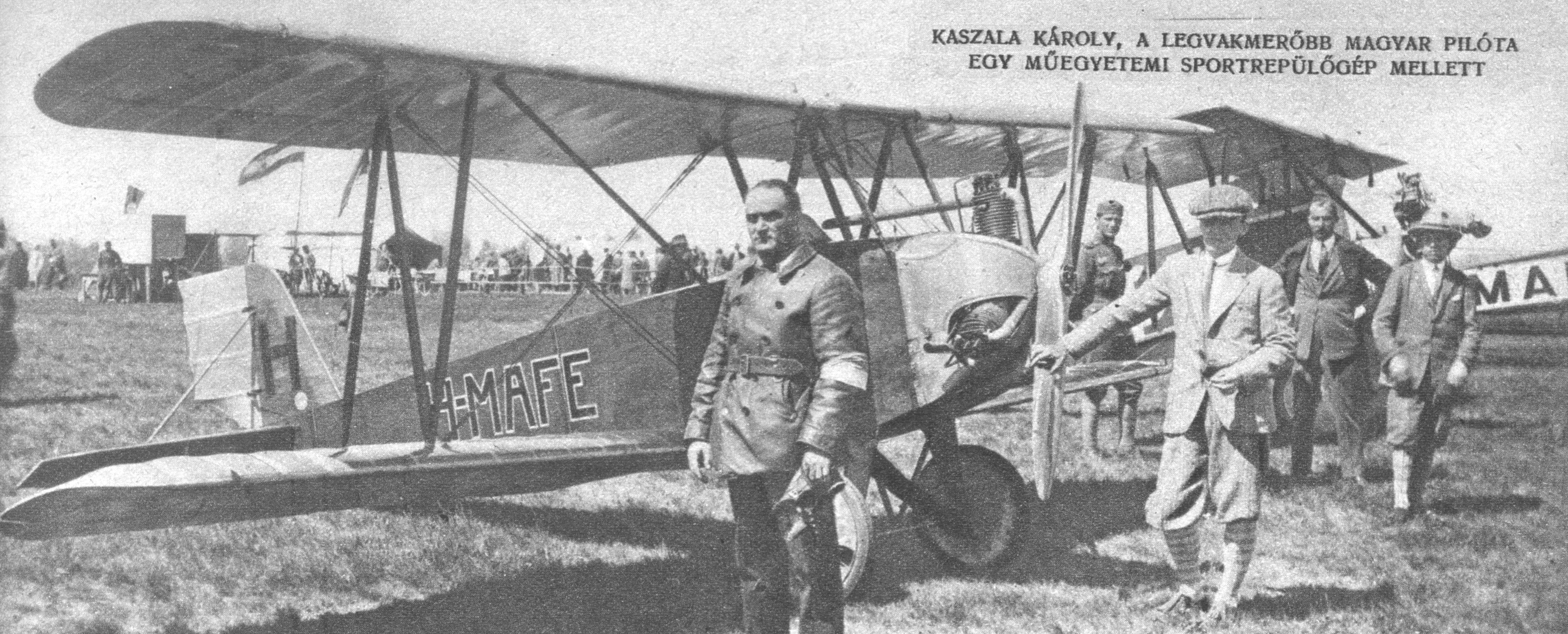
Kaszala Károly egy műegyetemi repülőgép mellett

- Ezüst Vitézségi érem I. osztály (háromszor)
- Ezüst Vitézségi Érem II. osztály (kétszer)
- Bronz Vitézségi Érem (kétszer)
- Károly Csapatkereszt
- Vaskereszt II. osztály

## Győzelmei

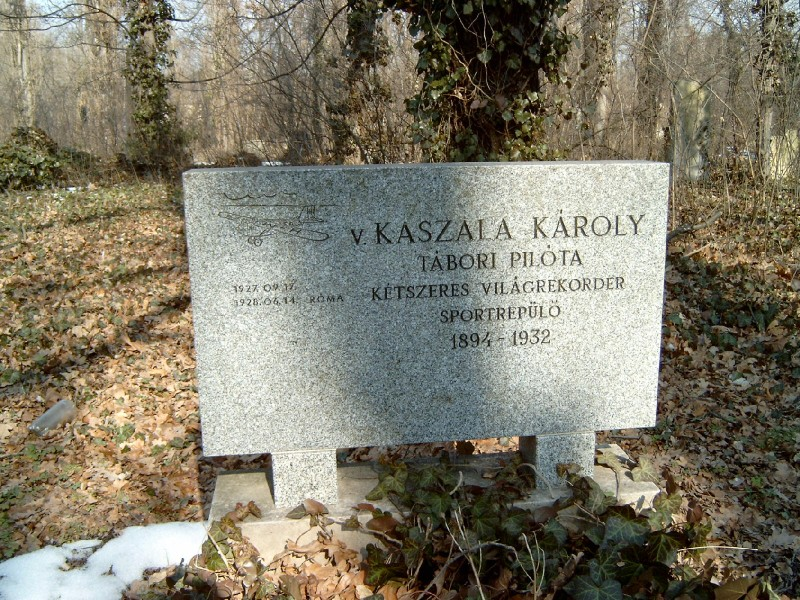
Kaszala Károly sírja

| Sorszám | Dátum              | Egység           | Repülőgép             | Ellenfél       |
| ------- | ------------------ | ---------------- | --------------------- | -------------- |
| 1       | 1916. december 13. | 1. repülőszázad  | Hansa-Brandenburg C.I | EA             |
| 2       | 1917. január 9.    | 1. repülőszázad  | Hansa-Brandenburg C.I | EA             |
| 3       | 1917. január 23.   | 1. repülőszázad  | Hansa-Brandenburg C.I | EA             |
| 4       | 1917. május 12.    | 41. vadászszázad | Hansa-Brandenburg D.I | Farman         |
| 5       | 1917. május 20.    | 41. vadászszázad | Hansa-Brandenburg D.I | Farman         |
| 6       | 1917. november 28. | 41. vadászszázad | Albatros D.III        | Savoia-Pomilio |
| 7       | 1917. december 10. | 41. vadászszázad | Albatros D.III        | Hanriot H.D 1  |
| 8       | 1917. december 13. | 41. vadászszázad | Albatros D.III        | Ballon         |